# 2448 Sholokhov
2448 Sholokhov este un asteroid din centura principală, descoperit pe 18 ianuarie 1975, de Liudmila Cernîh.